# Triphoridae
Triphoridae Gray, 1847 è una famiglia di piccoli molluschi gasteropodi marini appartenente  alla superfamiglia Triphoroidea.

## Tassonomia
Alla famiglia Triphoridae appartengono i seguenti generi:
- Aclophora Laseron, 1958
- Aclophoropsis Marshall, 1983
- Bouchetriphora Marshall, 1983
- Cautor Finlay, 1927
- Cautotriphora Laws, 1940 †
- Cheirodonta B.A. Marshall, 1983
- Coriophora Laseron, 1958
- Cosmotriphora Olsson and Harbison, 1953
- Costatophora B.A. Marshall, 1994
- Differoforis Kosuge, 2008
- Epetrium Harris & Burrows, 1891 †
- Euthymella Thiele, 1929
- Eutriphora Cotton & Godfrey, 1931
- Hedleytriphora B.A. Marshall, 1983
- Hypotriphora Cotton & Godfrey, 1931
- Inella Bayle, 1879
- Iniforis Jousseaume, 1884
- Ionthoglossa Vinola-Lopez & Bouchet, 2020
- Isotriphora Cotton & Godfrey, 1931
- Latitriphora B.A. Marshall, 1983
- Liniphora Laseron, 1958
- Litharium Dall, 1924
- Magnosinister Laseron, 1954
- Marshallora Bouchet, 1985
- Mastonia Hinds, 1843
- Mastoniaeforis Jousseaume, 1884
- Metaxia Monterosato, 1884
- Monophorus Grillo, 1877
- Nanaphora Laseron, 1958
- Nototriphora Marshall, 1983
- Obesula Jousseaume, 1897
- Opimaphora Laseron, 1958
- Sagenotriphora B.A. Marshall, 1983
- Seilarex Iredale, 1924
- Similiphora Bouchet, 1985
- Strobiligera Dall, 1924
- Subulophora Laseron, 1958
- Sychar Hinds, 1843
- Talophora Gründel, 1975
- Teretriphora Finlay, 1927
- Triphora Blainville, 1828
- Viriola Jousseaume, 1884
- Viriolopsis B.A. Marshall, 1983